# Rajd Wielkiej Brytanii 1992
Rajd Wielkiej Brytanii 1992 (48. Lombard RAC Rally) – 48 Rajd Wielkiej Brytanii rozgrywany w Walii w Wielkiej Brytanii w dniach 22-25 listopada. Była to czternasta runda Rajdowych Mistrzostw Świata w roku 1992. Rajd został rozegrany na nawierzchni szutrowej.

## Wyniki[1]
| Msc. | Kierowca         | Pilot             | Samochód                    | Czas    | Strata | Grupa | Punkty |
| ---- | ---------------- | ----------------- | --------------------------- | ------- | ------ | ----- | ------ |
| 1    | Carlos Sainz     | Luis Moya         | Toyota Celica Turbo 4WD     | 5:23.06 | 0.0    | A8    | 20     |
| 2.   | Ari Vatanen      | Bruno Berglund    | Subaru Legacy RS            | 5:25.22 | +2.16  | A8    | 15     |
| 3.   | Juha Kankkunen   | Juha Piironen     | Lancia Delta HF Integrale   | 5:25.51 | +2.45  | A8    | 12     |
| 4.   | Markku Alén      | Ilkka Kivimäki    | Toyota Celica Turbo 4WD     | 5:26.35 | +3.29  | A8    | 10     |
| 5.   | Miki Biasion     | Tiziano Siviero   | Ford Sierra RS Cosworth 4x4 | 5:26.47 | +3.41  | A8    | 8      |
| 6.   | Colin McRae      | Derek Ringer      | Subaru Legacy RS            | 5:31.41 | +8.08  | A8    | 6      |
| 7.   | Kenneth Eriksson | Staffan Parmander | Mitsubishi Galant VR-4      | 5:33.26 | +10.20 | A8    | 4      |
| 8.   | Tommi Mäkinen    | Seppo Harjanne    | Nissan Sunny GTI-R          | 5:35.07 | +12.01 | A8    | 3      |
| 9.   | Malcolm Wilson   | Bryan Thomas      | Ford Sierra RS Cosworth 4x4 | 5:35.26 | +12.20 | A8    | 2      |
| 10.  | Andrea Aghini    | Sauro Farnocchia  | Lancia Delta HF Integrale   | 5:37.58 | +14.52 | A8    | 1      |

## Klasyfikacja końcowa sezonu 1992
Tabele przedstawiają tylko pięć pierwszych miejsc.

### Kierowcy
| Lp. | Kierowca        | Pkt |
| --- | --------------- | --- |
| 1   | Carlos Sainz    | 144 |
| 2   | Juha Kankkunen  | 134 |
| 3   | Didier Auriol   | 121 |
| 4   | Massimo Biasion | 60  |
| 5   | Markku Alén     | 50  |

### Producenci
| Lp. | Producent  | Pkt |
| --- | ---------- | --- |
| 1   | Lancia     | 140 |
| 2   | Toyota     | 116 |
| 3   | Ford       | 94  |
| 4   | Subaru     | 60  |
| 5   | Mitsubishi | 44  |